# Бетан
Эберт Виллиан Амансио (порт.-браз. Ebert Willian Amâncio) более известный как Бета́н (порт.-браз. Betão; 11 ноября 1983, Сан-Паулу, Бразилия) — бразильский футболист, защитник.

## Биография
Воспитанник футбольной школы «Коринтианса». В главной команде дебютировал в 17-летнем возрасте в игре против «Атлетико Минейро» (18 ноября 2001 года).
6 августа 2007 года контракт Бетана на 4 года за 1,2 млн € выкупил «Сошо», но 14 августа 2007 года клуб решил расторгнуть сделку, и Бетан вернулся в «Коринтианс». Будучи капитаном команды в сезоне 2007 года, отклонил предложение пролонгировать контракт и в конце года покинул команду в качестве свободного агента после того, как «Коринтианс» занял 17-е место в чемпионате Бразилии 2007 года и опустился во второй дивизион.
9 января 2008 года Бетан подписал трехлетний контракт с «Сантосом». Дебютировал за новый клуб в матче чемпионата Бразилии против «Португезы» (16 января 2008 года). 24 февраля 2008 года в игре с «Итуано» в чемпионате штата Сан-Паулу 2008 года Бетан забил свой первый гол за новый клуб.
23 июня 2008 года перешёл в «Динамо» (Киев) за 1,6 млн €, подписав пятилетний контракт. С самого начала стал игроком основного состава. Основная позиция — центральный защитник, при необходимости может сыграть в обороне справа и слева.
16 января 2013 года на правах полугодичной аренды перешёл во французский «Эвиан».
7 августа 2013 года в качестве свободного агента вернулся на родину в клуб «Понте-Прета».
14 января 2015 года подписал полугодичный контракт с «Динамо» с возможностью его продления по истечении этого срока, таким образом став первым иностранным футболистом в истории «Динамо», вернувшимся в команду после перехода в другой клуб. 30 июня 2015 года киевское «Динамо» и бразильский защитник Бетан пришли к заключению не продлевать соглашение.
3 июля 2015 было объявлено, что Бетан подписал контракт с французским «Эвианом». Соглашение рассчитано на три года. С 2016 года Бетан выступает за «Аваи».

## Достижения
«Коринтианс»
- Чемпион Бразилии: 2005
- Чемпион Турнира Рио-Сан-Паулу: 2002
- Чемпион штата Сан-Паулу: 2003
- Обладатель Кубка Бразилии: 2002

«Динамо» (Киев)
- Чемпион Украины: 2008/09

«Эвиан»
- Финалист кубка Франции: 2012/13